# لاري تومسون
لاري تومسون (بالإنجليزية: Larry Thompson)‏ هو صحفي أمريكي، ولد في 20 نوفمبر 1911 في مقاطعة بوتاواتومي في الولايات المتحدة، وتوفي في 18 فبراير 1973 في ميامي في الولايات المتحدة بسبب نفاخ رئوي.

## سنواته الأولى
نشأ تومسون في ستيلووتر، ولاية أوكلاهوما، حيث بدأ حياته المهنية في الصحف التي امتدت لما يقرب من نصف قرن. بعد تخرجه من جامعة أوكلاهوما إيه آند إم، عمل في الصحف في جميع أنحاء الولايات المتحدة كمراسل، بما في ذلك نيويورك هيرالد تريبيون.
في أيامه الأولى، كان يُعرف باسم "سكوب" تومسون. جاء للعمل في صحيفة ميامي هيرالد في عام 1945 كمراسل تكليف عام. في غضون بضع سنوات كان تومسون يكتب عمودًا فكاهيًا يوميًا بعنوان "الحياة مع لاري تومسوت"، والذي ظهر في قسم القصص المصورة في ميامي هيرالد لأكثر من عقدين. بعد وفاته وصفت وكالة أسوشيتد برس عمود تومسون بأنه "روح الدعابة المنزلية" التي كانت واحدة من أولى المقالات التي قرأها في قهوة الصباح مئات الآلاف من مشتركي هيرالد".
في عام 1953 تزوجت تومسون من الطيارة غلاديس "بيني" رودس، بعد إجراء مقابلة معها من أجل قصة عن الطيارين النساء ومشاركتها في الترويج للسباقات الجوية الدولية للنساء في الجنوب من فلوريدا. في يوم كذبة أبريل 1954، رُزقا بتوأم كارل وإيفلين، اللذان تلقيا دعاية على مستوى البلاد في مجلة لايف. في عام 1965، منحت جمعية خريجي ديل كارنيجي تومسون جائزة العلاقات الإنسانية الجيدة.